# Újpest FC (női csapat)
Az Újpesti TE egy magyar női labdarúgócsapat. Székhelye Budapesten található.

## Története
A 2005–06-os idényben nevezett először az NB II-be és rögtön megnyerte azt, amivel az élvonalba jutott. Az első NB I-es idényében a hatodik helyen végezett, a következőben a hetediken, amellyel kiesett. A 2008–09-es másodosztályú bajnokságban a Keleti csoportban indult és az első helyen végzett, ismét élvonalbeli csapat lett. Azóta az élvonalban szerepel. A következő két idényben úgy kerülte el a kiesést, hogy 2009–10-ben nem volt kieső csapat, 2010–11-ben a Pécsi MFC visszalépett a következő idénybeli szerepléstől.

## Eredmények
- NB II
  - bajnok (2): 2005–06, 2008–09

## Játékoskeret
2022–2023-as szezon
| #  |     | Poszt | Név                 |
| -- | --- | ----- | ------------------- |
| 1  | HUN | K     | Pap Petra           |
| 99 | HUN | K     | Lengyel Krisztina   |
| 4  | HUN | V     | Lipkovics Gréta     |
| 5  | HUN | V     | Hlavacska Mária     |
| 6  | HUN | V     | Mogyorósi Zsuzsanna |
| 8  | HUN | V     | Fézler Fanni        |
| 19 | HUN | V     | Nagy Szilvia        |
| 27 | HUN | V     | Wittner Noémi       |
| 29 | HUN | V     | Galszter Dóra       |
| 55 | HUN | V     | Dénes Viktória      |
| 64 | HUN | V     | Szabó Dorottya      |
| 3  | HUN | KP    | Bodor Renáta        |
| 7  | HUN | KP    | Benkő Mónika        |
| 10 | HUN | KP    | Véglás Viktória     |
| 11 | HUN | KP    | Kiss Fanni          |
| 13 | HUN | KP    | Sopronyi Kíra       |

| #  |     | Poszt | Név                 |
| -- | --- | ----- | ------------------- |
| 15 | HUN | KP    | Kuhár Réka          |
| 16 | HUN | KP    | Szabó Jázmin        |
| 26 | HUN | KP    | Szalontai Georgina  |
| 58 | HUN | KP    | Szöllős Alexandra   |
| 78 | HUN | KP    | Harsányi Alexandra  |
| 99 | HUN | KP    | Kokas Bettina       |
| 7  | RUS | CS    | Viktorija Skoda     |
| 14 | HUN | CS    | Vida Laura          |
| 17 | HUN | CS    | Varga Luca          |
| 20 | USA | CS    | Lily Dubuc          |
| 23 | UKR | CS    | Olena Limar         |
| 25 | HUN | CS    | Kreisz Náni         |
| 33 | ROM | CS    | Diana Moldovan      |
| 54 | HUN | CS    | Szűcs Alexandra     |
| 77 | HUN | CS    | Léner Fanni         |
| 98 | RUS | CS    | Szvetlana Kovaljova |

## Korábbi híres játékosok
| - Andriska Renáta - Beke Anna - Békefi Alexandra - Bíró Barbara - Bukor Fanni - Bura Eszter - Dencz Orsolya - Fogl Katalin - Gál Gréta - Gyökeres Ágnes - Kajdy Janka - Kakuk Anikó - Külüs Zsuzsanna - Mátyás Noémi - Molnár Rózsa | - Nagy Alexandra - Olasz Laura - Rudán Andrea - Sebők Szilvia - Szabó Ilona - Szabó Szilvia - Szegedi Réka - Szinyei Réka - Szőcs Réka - Szűcs Ágota - Urbán Anett - Wikidál Gabriella - Barbara Juríková - Dóra Horváthová - Linda Lacková |

## Vezetőedzők
- Farkas László (2008–2009), (2011)
- Wikidál Gabriella (2009)
- Bura János (2009–2010)
- Oroszi Sándor (2011–)